# Suite orientale
La Suite orientale, op. 48, est une œuvre de la compositrice Mel Bonis, datant de 1900.

## Composition
Mel Bonis compose sa Suite orientale pour piano, violon et violoncelle, ainsi que pour orchestre. Le manuscrit de l'œuvre pour musique de chambre est daté du 31 octobre 1900. La pièce est publiée la même année par les éditions Durand. Le manuscrit de l'œuvre pour orchestre est aussi daté de 1900. Il existe cependant quelques différences, puisque la partition d'orchestre ne présente à l'origine que deux mouvements sur les trois présents dans la version pour musique de chambre. De plus, le titre de Suite orientale a été barré pour être remplacé par Prélude et danse d'Almées. Cependant, la version éditée par Durand porte bien un troisième mouvement. L'œuvre dans sa version orchestrale est publiée à titre posthume en 2019 par les éditions Furore.

## Structure
L'œuvre se compose de trois mouvements :
1. Prélude
2. Danse d'Almées
3. Ronde de nuit

## Analyse
L'œuvre montre un besoin d'évasion vers le lointain, comme pour Le Songe de Cléopâtre. Elle fait partie des pièces de caractères de la compositrice. Le début de la Danse d'Almées fait entendre une mélodie sur un accompagnement sautillant. Le caractère oriental de l'œuvre est évoqué notamment par la texture stratifiée, la ligne mélodique doublée à la tierce avec un accompagnement imitant les cordes pincées au piano, de fréquentes pédales et des figures obstinées. L'œuvre rappelle l'orientalisme que l'on trouve dans l'Hérodiade de Jules Massenet, Namouna d'Édouard Lalo ou le Sélam d'Ernest Reyer. Il y a aussi une parenté entre la Danse d'Almées et un chœur de Samson et Dalila de Camille Saint-Saëns.

## Réception
La compositrice voit son œuvre jouée à la salle Pleyel le 23 mars 1899, jouée dans une version pour hautbois, cor, violoncelle et harpe chromatique par la Société des compositeurs de musique. Cette version comporte quatre mouvements : le Nocturne fait office de quatrième mouvement.
La pièce est jouée dans sa version orchestrale par les Concerts-Berlioz le 15 décembre 1906.
L'œuvre aurait été jouée aussi par les frères Kellert le 3 mai 1911, mais un doute subsiste quant à l'interprétation du trio en question.

## Edition disponible
- Version trio piano, violon violoncelle, éd. Durand, 1900
- Arrangement piano flûte, violoncelle, éd. Kossack , 2017
- Version orchestre, éd. Furore, 2019

## Discographie

### Version pour orchestre
- Mel Bonis : Symphonic Works, Bucharest Symphony Orchestra, Benoît Fromanger (dir.), Le Chant de Linos CL 1287.

## Sources
- Étienne Jardin, Mel Bonis (1858-1937) : parcours d'une compositrice de la Belle Époque, 2020 (ISBN 978-2-330-13313-9 et 2-330-13313-8, OCLC 1153996478)